# فرانسيس كوب
فرانسيس كوب (بالإنجليزية: Elizabeth Frances Cope)‏ هي رياضياتية أمريكية، ولدت في 19 أغسطس 1902 في نيويورك في الولايات المتحدة، وتوفيت في 14 مايو 1982 في نيويورك في الولايات المتحدة.